# Cud w Lake Placid
Cud w Lake Placid (ang. Miracle) – amerykański dramat filmowy z 2004 roku w reżyserii Gavina O’Connora o drodze do zwycięstwa amerykańskiej drużyny hokejowej podczas Olimpiady w 1980 roku.

## Premiera
Film miał swoją światową premierę 2 lutego 2004 roku. Do kin w Stanach Zjednoczonych trafił 6 lutego 2004 roku. W Polsce premiera DVD miała miejsce 20 lipca 2005 roku. 8 grudnia 2006 roku film został pokazany w TVP1.

## Fabuła
Akcja filmu rozgrywa się w Stanach Zjednoczonych w czasach współczesnych. Jest to historia oparta na faktach. Głównym motywem jest „cud na lodzie”, który wydarzył się w Lake Placid w 1980 roku na Zimowych Igrzyskach Olimpijskich. Reprezentacja USA w hokeju składała się wówczas z zawodników o marnej opinii. Dotarła jednak do finału, gdzie wbrew oczekiwaniom pokonała niezwyciężoną od piętnastu lat reprezentację ZSRR.

## Obsada
W filmie wystąpili m.in.:

- Kurt Russell – Herb Brooks
- Patricia Clarkson – Patty Brooks
- Noah Emmerich – Craig Patrick
- Sean McCann – Walter Bush
- Kenneth Welsh – Doc Nagobads
- Eddie Cahill – Jim Craig
- Patrick O’Brien Demsey – Mike Eruzione
- Michael Mantenuto – Jack O’Callahan
- Nathan West – Rob McClanahan
- Kenneth Mitchell – Ralph Cox
- Eric Peter-Kaiser – Mark Johnson
- Bobby Hanson – Dave Silk
- Joseph Cure – Mike Ramsey
- Billy Schneider – Buzz Schneider
- Nate Miller – John „Bah” Harrington
- Chris Koch – Mark Pavelich
- Kris Wilson – Phil Verchota
- Steve Kovalcik – Dave Christian
- Sam Skoryna – Steve Janaszak
- Pete Duffy – Bob Suter
- Nick Postle – Bill Baker
- Casey Burnette – Ken Morrow
- Scott Johnson – Steve Christoff
- Trevor Alto – Neal Broten
- Robbie MacGregor – Eric Strobel
- Joe Hemsworth – Mark Wells
- Adam Knight – Tim Harrer
- Sarah-Anne Hepher – Kelly Brooks
- Evan Smith – Danny Brooks
- Bill Mondy – Lou Nanne
- Tom Butler – Bob Allen
- Don S. Davis – Bob Fleming
- Michael Kopsa – Bruce Norris
- Lisa Marie Caruk – Disco Girl
- Malcolm Stewart – Donald Craig
- Ellie Harvie – Margie
- Mark McConchie – Olympic Official
- Mark Burgess – Olympic Official
- Fred Keating – Party Husband
- Andrew Johnston – Peter Grace

## Nominacje i nagrody (wybrane)
- AARP Movies for Grownups Awards 2005
  - wygrana: Movies for Grownups Award – Best Intergenerational Film[4]
  - nominacja: Najlepszy aktor – Kurt Russell[4]
- Broadcast Film Critics Association Awards 2005
  - nominacja: Critics Choice Award – Najlepszy film familijny[4]
- ESPY Awards 2004
  - wygrana: Najlepszy film sportowy[4]